# Telimena graminis
Telimena graminis är en svampart som först beskrevs av Franz Xaver von Höhnel, och fick sitt nu gällande namn av Theiss. & Syd. 1915. Telimena graminis ingår i släktet Telimena och familjen Phyllachoraceae.   Inga underarter finns listade i Catalogue of Life.